# Heaven’s Basement
Heaven’s Basement — британская хеви-метал группа, сформированная в 2008 году и заключившая контракт с Red Bull Records.

## История группы
Спустя несколько месяцев записи песен, группа впервые выступила вживую в Кеттеринге в апреле 2008 года, после чего уже гастролировала по Европе со знаменитыми группами и выступала на таких рок-фестивалях как Download и Sonisphere. В этом же году они были приглашены на открытие Манчестер-шоу на стадионе Сити оф Манчестер с аудиторией около 50 000 человек.
В конце лета группа выпустила свой собственный одноимённый мини-альбом, который был записан на студии Sandhills в Ливерпуле. Остальную часть лета члены группы провели, играя в маленьких клубах и пабах по всей Великобритании, чтобы собрать поклонников. 2008 год они закончили туром по Великобритании при поддержке товарищей из группы Wired Desire. Тур по Великобритании закончился значительным успехом, и уже в начале следующего года они организовали европейский тур, в который вошли Бельгия, Голландия, Германия и Швейцария.
17 февраля 2011 года Heaven’s Basement заявили, что Джонни Рокер, который долгое время был ритм-гитаристом, покинул группу. В тот же день была выпущена новая песня Unbreakable, которая дала название следующему альбому. Unbreakable EP был выпущен 5 мая. С мая по июнь группа гастролировала по всей Великобритании.
В сентябре 2012 года группа выпустила сингл дебютного альбома Filthy Empire под названием Fire, Fire. Затем они совершили полный тур по Великобритании и гастролировали в Европе. Полноформатный дебютный альбом был выпущен 4 февраля 2013 и вошёл в BBC Rock Album Chart at № 9 по Великобритании. Альбом включает в себя синглы и Fire , Fire, Nothing Left to Lose и I Am Electric, каждый из которых имеет соответствующий клип. Fire, Fire занял 12-е место на US Active Rock chart.

## Состав

### Текущий состав
- Том Харрис — вокал (2016-настоящее время)
- Сид Гловер — гитара, бэк-вокал (2008-настоящее время)
- Эл Джуниор — ударные (2016-настоящее время)
- Роб «Боунс» Эллершоу — бас-гитара, бэк-вокал (2009-настоящее время)

### Бывшие участники
- Ричи Хэванз — вокал (2008—2010)
- Джонни Рокер — ритм-гитара, бэк-вокал (2008—2011)
- Роб Рандел — бас-гитара (2008—2009)
- Аарон Бьюкенен — вокал (2011—2015)
- Крис Риверс — ударные (2008—2016)

## Дискография

### Мини-альбомы
- Heaven’s Basement (2009)
- Unbreakable (2011)

### Студийные альбомы
- Filthy Empire (2013)
- TBA (2015)